# 日本テレビの歌
「日本テレビの歌」（にほんテレビのうた）は、1961年に日本テレビ放送網（以下日本テレビ）のイメージソングとして発表された楽曲で、自社の作成によるコマーシャルソング）である。
「鳩の休日」と違い、局名告知では使用されなかった。また実際に番組内で放送されていたかは不明である。
本項では原曲の日本テレビ版はもとより、同局系列局におけるアレンジ版、また後年製作された「日本テレビの歌 カラー版」についても記述する。

## 概要
日本テレビの存在のアピールと宣伝を目的として、1961年に作成された歌である。この曲は当時のデュオ歌手であったザ・ピーナッツにより歌唱された。
当時日本テレビ社員で『シャボン玉ホリデー』のプロデューサーでもあった秋元近史が作詞し、作曲は同じく日本テレビ社員である津田昭という、自社製作による楽曲である。当時の日本テレビでは、楽譜を読むことの出来る社員が現場担当に多かった。秋元、津田の2人も音楽の知識を生かして作詞・作曲を行った。
この曲は1960年代中頃まで使用されていたが、1960年代後半から1970年代前半頃までは後述のカラー版を使用していた。なお、1970年代中頃以降はザ・ピーナッツが引退したこともあり、使用されていない。
ザ・ピーナッツによる放送局のコマーシャルソングは、この曲と、その歌詞変更版「日本海テレビの歌」「青森放送の歌」、曲そのものを変更した「日本テレビの歌 カラー版」の4曲のみである。日本海テレビと青森放送では、歌詞を各局の地元向けに変更して流していた。どちらも歌は、日テレ版と同じザ・ピーナッツによるものであった。

## 青森放送版
キー局の日テレや日本海テレビと異なり、ラテ兼営局であるゆえにラジオ・テレビ両波の存在を強調した歌詞になっており、1990年代 - 2000年代の一時期においては自社のラジオCMや月曜朝のラジオ放送開始時にも流れていたことがあった。2010年暮れの「ラジオ・チャリティー・ミュージックソン」において、青森市内のみで販売された局キャラクター「らぶりんの歌」のCDに、この曲がカップリングで収録されていた。歌唱は同局のアナウンサー全員によって行われた。2011年からは、一般人の子供・大人が新たに書き下ろされた歌詞で歌唱する自社CMが、ラジオにて放送されている。

## 日本海テレビ版
社史にも掲載があったほか、特に相互乗り入れ後には山陰地方の風景を収めたフィルムと共にCMが流されたことがあった。90年代には着信メロディ風に自社CMで使われることもあった。同局では現在、番宣等においてサビの決めフレーズがアクセント的に使われるケースが多い。

## 日本テレビの歌 カラー版
1960年代中頃に作成され、1970年代前半頃まで使用されていた。初代の日本テレビの歌と同じくザ・ピーナッツが歌っているものであるが、曲は初代のものを踏襲せずリニューアルした。歌詞の内容は家族でカラーテレビを楽しむものであった。

## 作成者
- 作詞：秋元近史
- 作曲：津田昭
- 編曲：